# Nae ttal Kkot-nim-i
Nae ttal Kkot-nim-i (내 딸 꽃님이?; lett. "Mia figlia Kkot-nim" o "Mia figlia il fiore"; titolo internazionale My Daughter the Flower, conosciuto anche come My Daughter Kkot-nim) è un serial televisivo sudcoreano trasmesso su SBS dal 14 novembre 2011 al 18 maggio 2012.

## Trama
Yang Kkot-nim è una terapeuta in un ospedale di riabilitazione. Brillante, coraggiosa e molto emotiva, da quando suo padre è morto Kkot-nim vive con la matrigna Jang Soon-ae, e le due lottano insieme per riconciliarsi e accettarsi a vicenda nonostante tutto.

## Personaggi
Famiglia di Kkot-nim
- Yang Kkot-nim, interpretata da Jin Se-yeon
Allegra e gentile, lavora come terapeuta in un ospedale, dove incontra Goo Sang-hyuk e se ne innamora.
- Jang Soon-ae, interpretata da Jo Min-su
Una donna pudica, è la matrigna di Kkot-nim e cerca di migliorare la relazione tesa con la figliastra.
- Joo Yong-pil, interpretato da Kim Seung-hwan
- Oh Mi-sook, interpretata da Oh Young-shil
- Joo Hong-dan, interpretata da Kim Bo-mi
- Yang Soo-chul, interpretato da Sunwoo Jae-duk
- Eun Byul, interpretato da Choi Ro-woon

Famiglia Goo
- Goo Sang-hyuk, interpretato da Choi Jin-hyuk e Kim Young-jae (da bambino)
Bello e intelligente, ma freddo, s'innamora di Kkot-nim.
- Goo Jae-ho, interpretato da Park Sang-won
Il padre di Sang-hyuk, proprietario di un famoso negozio di abbigliamento e uomo d'affari, si ritrova innamorato nuovamente del suo primo amore, Soon-ae.
- Goo Joon-hyuk, interpretato da Baek Jong-min
- Moon Jung-ok, interpretata da Yoon So-jung
La nonna di Sang-hyuk.
- Yoon Hye-jin, interpretata da Jung Joo-eun

Famiglia Eun
- Eun Chae-wan, interpretato da Lee Ji-hoon
Proprietario di una caffetteria, s'innamora di Kkot-nim.
- Eun Chae-kyung, interpretata da Son Eun-seo
Giovane e bella, è la sorella di Chae-wan, appena tornata dagli Stati Uniti per lavorare come direttore marketing di una catena d'abbigliamento.
- Eun Chun-man, interpretato da Jung Kyu-soo
- Heo Young-ae, interpretata da Lee Jong-nam

## Colonna sonora
1. Jung Suk – Can't Stop Loving You (멈출 수 없는 사랑)
2. Han Gwi-bi – But I Want It (다만 난 원하죠)
3. Ga-yeon – It's Love (사랑이죠)

## Riconoscimenti
- SBS Drama Award[2]
  - 2011 – Premio nuova stella a Jin Se-yeon